# 杰列佐夫卡农村居民点
杰列佐夫卡农村居民点（俄语：Дерезовское сельское поселение）是俄罗斯联邦沃罗涅日州上马蒙区所属的一个农村居民点。其下辖有3个居民点，行政中心为杰列佐夫卡。据2016年统计，该农村居民点的人口为890人。